# 9 Regiment Pieszy Litewski
9 Regiment Pieszy Litewski – oddział piechoty armii Wielkiego Księstwa Litewskiego wojska I Rzeczypospolitej.
Była to jednostka taktyczna składająca się z kilku kompanii piechoty, będąca odpowiednikiem późniejszego pułku piechoty.
Sformowany w 1794 w czasie powstania kościuszkowskiego.